# Викунья, Мария Алехандра
Мари́я Алеха́ндра Вику́нья Му́ньос (исп. María Alejandra Vicuña Muñoz; род. 13 февраля 1978) — эквадорский политик, занимавшая пост вице-президента Эквадора при президенте Ленине Морено с января по декабрь 2018 года, ранее занимавшая пост министра жилищного строительства и городского развития Эквадора.

## Биография и карьера
Родилась 13 февраля 1978 года в городе Гуаякиль. Училась в Университете Гуаякиля, где получила степень клинического психолога и магистра делового администрирования. Была замужем за писателем Эрнесто Каррионом, от которого у неё есть дочь.
Ещё в молодом возрасте начала свою политическую жизнь как участница движения Альфаристский боливарианский альянс (Alianza Bolivariana Alfarista), основанного её отцом Леонардо Викуньей. Оно с другими левыми силами сформировало партию Альянс ПАИС в поддержку кандидатуры Рафаэля Корреа на президентских выборах 2006 года. В 2007 году она была назначена региональным координатором по кадрам в Налоговой службе.
Викунья была впервые избрана в Национальную ассамблею в 2009 году и была переизбрана на новую должность в 2013 году. Работая в Национальной ассамблее, она занимала должность вице-президента крупнейшей комиссии по вопросам здоровья и благополучия граждан Эквадора, а также была одним из основателей Комиссии по образованию, науке, технологиям и коммуникациям.
В мае 2017 года президент Ленин Морено назначил её министром городского развития и жилищного строительства. После отстранения от должности вице-президента Хорхе Гласа Викунья была назначена исполняющим обязанности вице-президента до тех пор, пока с Гласа не были сняты обвинения в коррупции.

## Вице-президент Эквадора

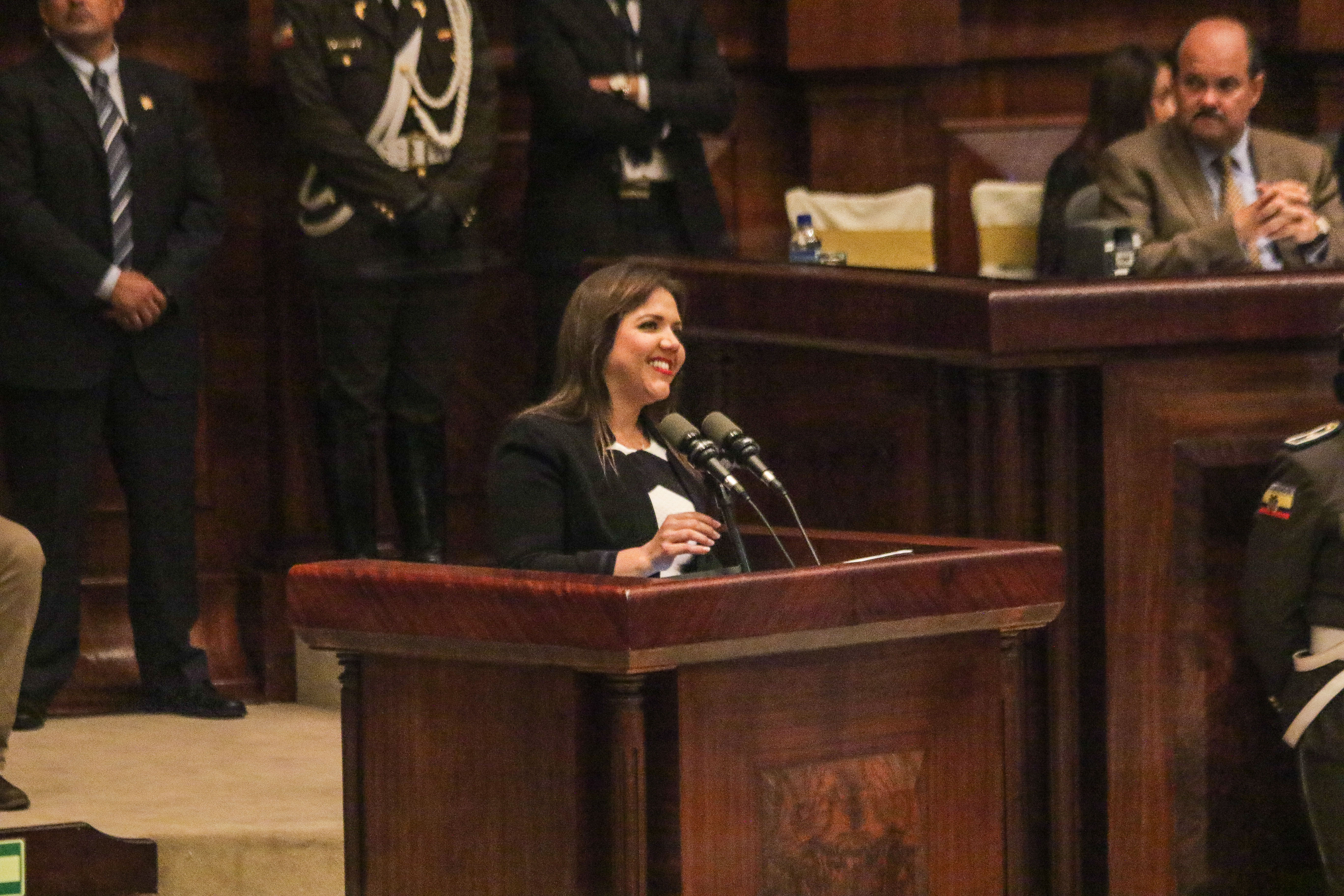
Мария Викунья произносит речь после присяги при вступлении в должность вице-президента Эквадора перед Национальной ассамблеей.

Глас был осуждён за коррупцию в связи со скандалом о взяточничестве в Odebrecht. Поскольку пост вице-президента оставался пуст более 90 дней, Национальная ассамблея должна была проголосовать за кандидата, который постоянно исполнял бы обязанности вице-президента.
6 января 2018 года Викунья была официально приведена к присяге в качестве вице-президента Эквадора после того, как Национальное собрание проголосовало за её утверждение на эту должность. Она была утверждена после того, как 70 членов собрания проголосовали за её вступление в должность, 17 депутатов проголосовали против выдвижения и 19 воздержались. Она стала второй женщиной, которая когда-либо занимала пост вице-президента Эквадора после того, как Розалия Артеага вступила в должность в 1996 году.
3 декабря 2018 года Викунья была отстранена от должности вице-президента после коррупционного скандала. 4 декабря 2018 года Викунья объявила о своём желании уйти с поста вице-президента. 11 декабря 2018 года Отто Зонненхольцнер был избран вице-президентом Эквадора после того, как Национальное собрание утвердило его на эту должность.
В 2020 году Марию Алехандру Викунью посадили в тюрьму на один год.